# Švenčionėliai
Švenčionėliai (ryska: Швенченеляй) är en ort i Litauen. Den ligger i den östra delen av landet, 70 km nordost om huvudstaden Vilnius. Švenčionėliai ligger 158 meter över havet och antalet invånare är 6 790.
Terrängen runt Švenčionėliai är platt. Runt Švenčionėliai är det glesbefolkat, med 19 invånare per kvadratkilometer. Švenčionėliai är det största samhället i trakten. Omgivningarna runt Švenčionėliai är en mosaik av jordbruksmark och naturlig växtlighet.